# Lijst van rijksmonumenten in Venlo (plaats)
De stad Venlo telt 92 inschrijvingen in het rijksmonumentenregister. Hieronder een overzicht.
| Object                                                                               | Oorspronkelijke functie?  | Bouwjaar                                            | Architect                                      | Locatie                                                      | Coördinaten?                  | Nr.?   | Afbeelding                                                                           |
| ------------------------------------------------------------------------------------ | ------------------------- | --------------------------------------------------- | ---------------------------------------------- | ------------------------------------------------------------ | ----------------------------- | ------ | ------------------------------------------------------------------------------------ |
| Arenborg                                                                             | Boerderij                 | 17e eeuw                                            |                                                | Arenborgweg 77                                               | 51° 23' 4" NB, 6° 12' 17" OL  | 37153  | Meer afbeeldingen                                                                    |
| Hoeve Genraai                                                                        | Boerderij                 | 1725                                                |                                                | Genrayweg 49                                                 | 51° 22' 51" NB, 6° 12' 7" OL  | 37154  | Meer afbeeldingen                                                                    |
| Huize Schreurs                                                                       | Woonhuis                  | 1588                                                |                                                | Grote Kerkstraat 19                                          | 51° 22' 14" NB, 6° 10' 15" OL | 37155  | Meer afbeeldingen                                                                    |
| De Weem                                                                              | Kerkelijke dienstwoning   | 1764-1765                                           |                                                | Grote Kerkstraat 26                                          | 51° 22' 14" NB, 6° 10' 17" OL | 37156  | Meer afbeeldingen                                                                    |
| Vrm Drukkerij Wolters-Van Wylick                                                     | Woonhuis                  | circa 1600                                          |                                                | Grote Kerkstraat 27-29                                       | 51° 22' 15" NB, 6° 10' 16" OL | 37157  | Vrm Drukkerij Wolters-Van Wylick                                                     |
| Voormalige stadsschool/Ald Weishoès                                                  | Overheidsgebouw           | 1611                                                |                                                | Grote Kerkstraat 31                                          | 51° 22' 15" NB, 6° 10' 17" OL | 37158  | Meer afbeeldingen                                                                    |
| Grote of Sint-Martinuskerk                                                           | Kerk en kerkonderdeel     | 1000, 1410-1610, 1953                               |                                                | Grote Kerkstraat 40                                          | 51° 22' 15" NB, 6° 10' 18" OL | 37159  | Meer afbeeldingen                                                                    |
| Gelderse Postwagen                                                                   | Woonhuis                  | 1649                                                |                                                | Herungerweg 170                                              | 51° 22' 34" NB, 6° 11' 20" OL | 37160  | Meer afbeeldingen                                                                    |
| Hulsforthof                                                                          | Boerderij                 | 1769                                                |                                                | Hulsterweg 82                                                | 51° 20' 59" NB, 6° 9' 13" OL  | 37161  | Meer afbeeldingen                                                                    |
| Sint-Joriskerk                                                                       | Kerk en kerkonderdeel     | 1718, 1957                                          | Pleun van Bolnes                               | Jorisstraat 16                                               | 51° 22' 12" NB, 6° 10' 12" OL | 37162  | Meer afbeeldingen                                                                    |
| Huize Lovendael                                                                      | Woonhuis                  | mogelijk 18e eeuw                                   |                                                | Lovendaalseweg 13                                            | 51° 23' 15" NB, 6° 12' 10" OL | 37163  | Meer afbeeldingen                                                                    |
| Sint-Jacobskerk                                                                      | Kerk en kerkonderdeel     | 15e eeuw, 1932                                      |                                                | Helschriksel tegenover 68                                    | 51° 22' 18" NB, 6° 10' 6" OL  | 37164  | Meer afbeeldingen                                                                    |
| Stadhuis Venlo                                                                       | Bestuursgebouw en onderdl | onderste kern begin 1300; opbouw en gevel 1597-1599 |                                                | Markt 1                                                      | 51° 22' 13" NB, 6° 10' 8" OL  | 37165  | Meer afbeeldingen                                                                    |
| Minderbroederskerk                                                                   | Kerk en kerkonderdeel     | 1617                                                |                                                | Minderbroedersstraat 1                                       | 51° 22' 10" NB, 6° 10' 19" OL | 37166  | Meer afbeeldingen                                                                    |
| Kapel Mariaweide/Domani                                                              | Klooster, kloosteronderdl | einde 15e eeuw                                      |                                                | Nieuwstraat 41                                               | 51° 22' 4" NB, 6° 10' 11" OL  | 37167  | Meer afbeeldingen                                                                    |
| Pand met gepleisterde lijstgevel                                                     | Woonhuis                  | 19e eeuw                                            |                                                | Parade 26                                                    | 51° 22' 10" NB, 6° 10' 15" OL | 37168  | Meer afbeeldingen                                                                    |
| Huis met ankerjaartal 1611. Zadeldak evenwijdig aan de straat                        | Woonhuis                  | 16e eeuw                                            |                                                | Parade 28                                                    | 51° 22' 10" NB, 6° 10' 15" OL | 37169  | Meer afbeeldingen                                                                    |
| Huis, met recht afgedekte voorgevel. Uitgekraagde bogen op gebeeldhouwde koppen      | Woonhuis                  | laatste helft 16e eeuw                              |                                                | Parade 62                                                    | 51° 22' 6" NB, 6° 10' 14" OL  | 37170  | Meer afbeeldingen                                                                    |
| Huis, met recht afgedekte voorgevel. Uitgekraagde bogen op gebeeldhouwde koppen      | Woonhuis                  | laatste helft 16e eeuw                              |                                                | Parade 64                                                    | 51° 22' 6" NB, 6° 10' 14" OL  | 37171  | Meer afbeeldingen                                                                    |
| O.L.V. Onbevlekt Ontvangenkerk                                                       | Kerk en kerkonderdeel     | 1913-1914                                           | Pierre Cuypers                                 | Sinselveldstraat 35                                          | 51° 21' 49" NB, 6° 9' 55" OL  | 37172  | Meer afbeeldingen                                                                    |
| Urbanushoeve                                                                         | Horeca                    | 1711 (ankerjaartal) 19e eeuw (bovenverdieping)      |                                                | Sint Urbanusweg 48                                           | 51° 22' 53" NB, 6° 10' 2" OL  | 37173  | Meer afbeeldingen                                                                    |
| Huize Stalberg                                                                       | Woonhuis                  | 17e eeuw                                            |                                                | Stalbergweg 268                                              | 51° 21' 57" NB, 6° 11' 9" OL  | 37174  | Meer afbeeldingen                                                                    |
| Huize Ottenheym                                                                      | Woonhuis                  | circa 1445                                          |                                                | Vleesstraat 7                                                | 51° 22' 11" NB, 6° 10' 9" OL  | 37175  | Meer afbeeldingen                                                                    |
| Huize Ottenheym-Derckx                                                               | Woonhuis                  | circa 1445                                          |                                                | Vleesstraat 9                                                | 51° 22' 11" NB, 6° 10' 9" OL  | 37176  | Meer afbeeldingen                                                                    |
| Gasthuishof                                                                          | Boerderij                 | 1654                                                |                                                | Ulingshofweg 28                                              | 51° 20' 16" NB, 6° 11' 6" OL  | 37177  | Meer afbeeldingen                                                                    |
| Huis met smalle lijstgevel                                                           | Woonhuis                  | eerste kwart 19e eeuw                               |                                                | Vleesstraat 45                                               | 51° 22' 7" NB, 6° 10' 7" OL   | 37178  | Meer afbeeldingen                                                                    |
| Romerhuis                                                                            | Woonhuis                  | eind 15e eeuw                                       |                                                | Wijngaardstraat 2                                            | 51° 22' 8" NB, 6° 9' 59" OL   | 37179  | Meer afbeeldingen                                                                    |
| De Luif                                                                              | Fort, vesting en -onderdl | 14e eeuw                                            |                                                | Gedeelte Stadsommuring, Op de Miste                          | 51° 22' 15" NB, 6° 10' 3" OL  | 37180  | Meer afbeeldingen                                                                    |
| Oude vestingmuur                                                                     | Fort, vesting en -onderdl | 14e eeuw                                            |                                                | Gedeelte Stadsommuring ter hoogte van Mariaweide             | 51° 22' 2" NB, 6° 10' 12" OL  | 37181  | Oude vestingmuur                                                                     |
| Gedeelte van de resten van de Fossa Eugeniana                                        | Waterweg, werf en haven   | 17e eeuw                                            |                                                | Resten Fossa Eugeniana                                       | 51° 23' 5" NB, 6° 11' 57" OL  | 37182  | Meer afbeeldingen                                                                    |
| Gedeelte van de resten van de Fossa Eugeniana                                        | Waterweg, werf en haven   | 17e eeuw                                            |                                                | Resten Fossa Eugeniana                                       | 51° 22' 39" NB, 6° 8' 52" OL  | 37183  | Upload foto                                                                          |
| Gedeelte van de resten van de Fossa Eugeniana                                        | Waterweg, werf en haven   | 17e eeuw                                            |                                                | Resten Fossa Eugeniana                                       | 51° 22' 39" NB, 6° 8' 52" OL  | 37184  | Upload foto                                                                          |
| Gedeelte van de resten van de Fossa Eugeniana                                        | Waterweg, werf en haven   | 17e eeuw                                            |                                                | Resten Fossa Eugeniana                                       | 51° 22' 39" NB, 6° 8' 52" OL  | 37185  | Upload foto                                                                          |
| Gedeelte van de resten van de Fossa Eugeniana                                        | Waterweg, werf en haven   | 17e eeuw                                            |                                                | Resten Fossa Eugeniana                                       | 51° 22' 39" NB, 6° 8' 52" OL  | 37186  | Upload foto                                                                          |
| Gedeelte van de resten van de Fossa Eugeniana                                        | Waterweg, werf en haven   | 17e eeuw                                            |                                                | Resten Fossa Eugeniana                                       | 51° 22' 39" NB, 6° 8' 52" OL  | 37187  | Upload foto                                                                          |
| Gedeelte van de resten van de Fossa Eugeniana                                        | Waterweg, werf en haven   | 17e eeuw                                            |                                                | Resten Fossa Eugeniana                                       | 51° 22' 39" NB, 6° 8' 52" OL  | 37188  | Upload foto                                                                          |
| Gedeelte van de resten van de Fossa Eugeniana                                        | Waterweg, werf en haven   | 17e eeuw                                            |                                                | Resten Fossa Eugeniana                                       | 51° 22' 33" NB, 6° 11' 38" OL | 37189  | Upload foto                                                                          |
| Gedeelte van de resten van de Fossa Eugeniana                                        | Waterweg, werf en haven   | 17e eeuw                                            |                                                | Resten Fossa Eugeniana                                       | 51° 22' 39" NB, 6° 8' 52" OL  | 37190  | Upload foto                                                                          |
| Joodse begraafplaats                                                                 | Begraafplaats en -onderdl | 1820                                                |                                                | Ganzenstraat bij 17                                          | 51° 21' 25" NB, 6° 10' 19" OL | 37192  | Joodse begraafplaats                                                                 |
| Wegkruis: "Kindskruis" ingemetseld                                                   | Gedenkteken               | 15e eeuw                                            |                                                | Genrayweg 45                                                 | 51° 22' 52" NB, 6° 11' 53" OL | 37193  | Wegkruis: "Kindskruis" ingemetseld                                                   |
| Voormalig Laaghuismolen                                                              | Industrie- en poldermolen | 16e eeuw                                            |                                                | De Laaghuismolenweg 20 (bij)                                 | 51° 22' 18" NB, 6° 10' 54" OL | 37194  | Meer afbeeldingen                                                                    |
| Landweer: Groote Heide                                                               | Omwalling                 | 1432                                                |                                                | Overblijfselen grens en verdedigingswallen a/d Hinsbeckerweg | 51° 21' 22" NB, 6° 12' 41" OL | 37195  | Landweer: Groote Heide                                                               |
| Landweer: Groote Heide                                                               | Omwalling                 | 1432                                                |                                                | Overblijfselen Grens en verdedigingswallen a/d Hinsbeckerweg | 51° 21' 20" NB, 6° 12' 59" OL | 37196  | Landweer: Groote Heide                                                               |
| Landweer: Groote Heide                                                               | Omwalling                 | 1432                                                |                                                | Overblijfselen grens en verdedigingswallen a/d Hinsbeckerweg | 51° 21' 21" NB, 6° 13' 2" OL  | 37197  | Landweer: Groote Heide                                                               |
| Landweer: Groote Heide                                                               | Omwalling                 | 1444                                                |                                                | Middeleeuwse grens en verdedigingswallen a/d landweerweg     | 51° 21' 23" NB, 6° 12' 24" OL | 37198  | Meer afbeeldingen                                                                    |
| Landweer, overblijfselen van middeleeuwse grens- en verdedigingswallen: Groote Heide | Omwalling                 | 1444                                                |                                                | Middeleeuwse Grens en Verdedigingswallen a/d Landweerweg     | 51° 21' 21" NB, 6° 12' 54" OL | 37199  | Landweer, overblijfselen van middeleeuwse grens- en verdedigingswallen: Groote Heide |
| Voormalig "Onderste Houtmolen"                                                       | Industrie- en poldermolen | 15e eeuw                                            |                                                | Onderste Molenweg 79                                         | 51° 21' 2" NB, 6° 10' 20" OL  | 37201  | Meer afbeeldingen                                                                    |
| Voormalig "De Panhuismolen"                                                          | Industrie- en poldermolen | 17e eeuw                                            |                                                | Vijverhofstraat 1                                            | 51° 21' 57" NB, 6° 10' 36" OL | 37202  | Meer afbeeldingen                                                                    |
| Landweer: Jammerdaalse Heide                                                         | Omwalling                 | 1550                                                |                                                | middeleeuwse grens en verdedigingswallen a/d Vindelschedijk  | 51° 20' 41" NB, 6° 10' 15" OL | 37203  | Landweer: Jammerdaalse Heide                                                         |
| Kapel van Onze-Lieve-Vrouw van Genooi                                                | Kapel                     | 1423/1631                                           |                                                | Genooyerweg                                                  | 51° 23' 21" NB, 6° 9' 58" OL  | 37208  | Meer afbeeldingen                                                                    |
| Terrein waarin een pannen-oven                                                       | Archeologisch monument    | Romeinse tijd                                       |                                                | nabij Hulsfortweg                                            | 51° 21' 9" NB, 6° 9' 16" OL   | 46121  | Terrein waarin een pannen-oven                                                       |
| Terrein waarin zes grafheuvels                                                       | Archeologisch monument    | IJzertijd                                           |                                                | Jammerdaalse Heide                                           | 51° 20' 43" NB, 6° 10' 32" OL | 46122  | Terrein waarin zes grafheuvels                                                       |
| Terrein waarin grafheuvel: Generaalsheuvel                                           | Archeologisch monument    | IJzertijd                                           |                                                | Jammerdaalse Heide                                           | 51° 20' 41" NB, 6° 10' 40" OL | 46123  | Terrein waarin grafheuvel: Generaalsheuvel                                           |
| Jugendstilwoonhuis                                                                   | Woonhuis                  | 1905                                                | Henri Seelen                                   | Burgemeester van Rijnsingel 1a                               | 51° 21' 57" NB, 6° 10' 23" OL | 524710 | Upload foto                                                                          |
| Jugendstilhoekpand met karakteristiek torentje                                       | Woonhuis                  | 1905                                                | Henri Seelen                                   | Burgemeester van Rijnsingel 1                                | 51° 21' 57" NB, 6° 10' 22" OL | 524711 | Upload foto                                                                          |
| Pastorie Martinusparochie                                                            | Kerkelijke dienstwoning   | 1880                                                |                                                | Grote Kerkstraat 30                                          | 51° 22' 15" NB, 6° 10' 20" OL | 524713 | Pastorie Martinusparochie                                                            |
| Vrm. Kosterwoning Martinusparochie                                                   | Kerkelijke dienstwoning   | 1880                                                |                                                | Grote Kerkstraat 32                                          | 51° 22' 14" NB, 6° 10' 18" OL | 524714 | Vrm. Kosterwoning Martinusparochie                                                   |
| Vml. Kapelanie Martinusparochie                                                      | Kerkelijke dienstwoning   | 1880                                                |                                                | Grote Kerkstraat 34                                          | 51° 22' 15" NB, 6° 10' 20" OL | 524715 | Vml. Kapelanie Martinusparochie                                                      |
| Secretariaat Jongerenwerk Venlo                                                      | Kerkelijke dienstwoning   | 1880                                                |                                                | Grote Kerkstraat 36                                          | 51° 22' 15" NB, 6° 10' 20" OL | 524716 | Secretariaat Jongerenwerk Venlo                                                      |
| vrm. Huishoudschool Venlo                                                            | Vergadering en vereniging | 1923                                                |                                                | Grote Kerkstraat 38                                          | 51° 22' 15" NB, 6° 10' 20" OL | 524717 | vrm. Huishoudschool Venlo                                                            |
| Waterleidingpompstation Leutherberg                                                  | Nutsbedrijf               | 1888                                                |                                                | Zwarteweg 2                                                  | 51° 21' 37" NB, 6° 11' 9" OL  | 524732 | Waterleidingpompstation Leutherberg                                                  |
| Dienstwoning bij Waterleidingpompstation Leutherberg                                 | Dienstwoning              | 1888                                                |                                                | Zwarteweg 6                                                  | 51° 21' 38" NB, 6° 11' 10" OL | 524733 | Dienstwoning bij Waterleidingpompstation Leutherberg                                 |
| Genooierhof                                                                          | Boerderij                 | 1846                                                |                                                | Sint Urbanusweg 75                                           | 51° 23' 22" NB, 6° 9' 57" OL  | 524735 | Genooierhof                                                                          |
| Schuur behorend bij het complex Kapel van Onze-Lieve-Vrouw van Genooi                | Boerderij                 | 1864                                                |                                                | Sint Urbanusweg tegenover 75                                 | 51° 23' 22" NB, 6° 9' 57" OL  | 524736 | Schuur behorend bij het complex Kapel van Onze-Lieve-Vrouw van Genooi                |
| Heilige Familiekerk                                                                  | Kerk en kerkonderdeel     | 1939                                                | Alexander Kropholler/Frans Stoks               | Belletablestraat 21                                          | 51° 22' 12" NB, 6° 10' 50" OL | 524738 | Meer afbeeldingen                                                                    |
| Halfvrijstaand herenhuis in de noordelijke straatwand van de Goltziusstraat          | Woonhuis                  | 1898                                                |                                                | Goltziusstraat 33                                            | 51° 22' 17" NB, 6° 10' 33" OL | 524739 | Upload foto                                                                          |
| Villa met artsenpraktijk in zakelijk expressionistische bouwstijl                    | Woonhuis                  | 1934                                                |                                                | Hogeweg 76A t/m F                                            | 51° 22' 38" NB, 6° 10' 29" OL | 524742 | Upload foto                                                                          |
| Vrm. Duitse School                                                                   | Onderwijs en wetenschap   | 1930                                                | Jacq Grubben                                   | Julianastraat 3                                              | 51° 22' 15" NB, 6° 10' 30" OL | 524743 | Meer afbeeldingen                                                                    |
| Rijk gedecoreerd woonhuis                                                            | Woonhuis                  | 1896                                                | Henri Seelen                                   | Kaldenkerkerweg 27                                           | 51° 21' 48" NB, 6° 10' 30" OL | 524744 | Upload foto                                                                          |
| Woonhuis                                                                             | Woonhuis                  | 1902                                                | Henri Seelen                                   | Roermondsestraat 57                                          | 51° 21' 56" NB, 6° 9' 52" OL  | 524745 | Upload foto                                                                          |
| Woonhuis met bedrijfsgebouw                                                          | Woonhuis                  | 1896                                                |                                                | Burgemeester van Rijnsingel 18                               | 51° 22' 1" NB, 6° 10' 28" OL  | 524746 | Upload foto                                                                          |
| Villa Maria/Villa Agnes(vm Villa)                                                    | Woonhuis                  | 1902                                                | Pierre Rassaert                                | Wilhelminapark 3-5                                           | 51° 22' 27" NB, 6° 10' 20" OL | 524747 | Meer afbeeldingen                                                                    |
| Fontein Wilhelminapark                                                               | Tuin, park en plantsoen   | 1921                                                |                                                | Wilhelminapark tegenover 12                                  | 51° 22' 37" NB, 6° 10' 26" OL | 524748 | Meer afbeeldingen                                                                    |
| Villa Kakelhof                                                                       | Woonhuis                  | 1909                                                |                                                | Wilhelminapark 18                                            | 51° 22' 31" NB, 6° 10' 21" OL | 524749 | Villa Kakelhof                                                                       |
| Moderne stadsvilla                                                                   | Woonhuis                  | 1936                                                |                                                | Hertog Reinoudsingel 156                                     | 51° 22' 8" NB, 6° 10' 52" OL  | 524750 | Upload foto                                                                          |
| Regionaal Postkantoor Keulse Poort                                                   | Overheidsgebouw           | 1938                                                |                                                | Keulsepoort 1                                                | 51° 22' 3" NB, 6° 10' 17" OL  | 524751 | Meer afbeeldingen                                                                    |
| Oude Rijks HBS                                                                       | Onderwijs en wetenschap   | 1887-1889                                           |                                                | Monseigneur Nolensplein 71                                   | 51° 22' 21" NB, 6° 10' 26" OL | 524753 | Oude Rijks HBS                                                                       |
| Metropole                                                                            | Woonhuis                  | 1901-1903                                           | Pierre Rassaert / J. Jentjens                  | Straelseweg 1-9 / Noord-Binnensingel 25                      | 51° 22' 23" NB, 6° 10' 29" OL | 524754 | Meer afbeeldingen                                                                    |
| Verkeerstoren met commandobunker                                                     | Waarnemingspost           | 1940-1941                                           |                                                | Postweg tegenover 1                                          | 51° 23' 26" NB, 6° 11' 57" OL | 524755 | Meer afbeeldingen                                                                    |
| Villa Linssen                                                                        | Woonhuis                  | 1900                                                | Henri Seelen                                   | Sint Martinusstraat 60                                       | 51° 22' 18" NB, 6° 10' 23" OL | 524756 | Villa Linssen                                                                        |
| Woonhuis op rechthoekig grondvlak, gebouwd als herenhuis                             | Woonhuis                  | 1908                                                | Henri Seelen                                   | Sint Martinusstraat 66                                       | 51° 22' 19" NB, 6° 10' 24" OL | 524757 | Woonhuis op rechthoekig grondvlak, gebouwd als herenhuis                             |
| Voormalig Klooster Nazareth                                                          | Sociale zorg, liefdadigh. | 1901                                                | Henri Seelen (bouw) Jules Kayser (uitbreiding) | Straelseweg 325                                              | 51° 22' 58" NB, 6° 11' 13" OL | 524758 | Voormalig Klooster Nazareth                                                          |
| Rooms-Katholieke Kerk Heilig Hart van Jezus                                          | Kerk en kerkonderdeel     | 1921                                                | Jules Kayser                                   | Veldenseweg 2                                                | 51° 22' 42" NB, 6° 10' 51" OL | 524759 | Meer afbeeldingen                                                                    |
| Villa Flora                                                                          | Woonhuis                  | 1901                                                | Pierre Rassaerts                               | Wilhelminapark 1                                             | 51° 22' 26" NB, 6° 10' 21" OL | 524760 | Villa Flora                                                                          |
| Villa Mosa                                                                           | Woonhuis                  | 1903                                                | Henri Seelen                                   | Wilhelminapark 11                                            | 51° 22' 28" NB, 6° 10' 18" OL | 524761 | Villa Mosa                                                                           |
| Nedinscogebouw                                                                       | Opslag                    | 1929                                                | Hans Schlag                                    | Molensingel 15                                               | 51° 21' 59" NB, 6° 9' 47" OL  | 524762 | Meer afbeeldingen                                                                    |
| Voormalig klooster Mariadal                                                          | Klooster, kloosteronderdl | 1890                                                | Baeten                                         | Schoolweg 140                                                | 51° 23' 15" NB, 6° 11' 21" OL | 524775 | Meer afbeeldingen                                                                    |
| Sounds (winkel), voormalig Parfumerie Theo Drost                                     | Winkel                    | late middeleeuwen                                   |                                                | Parade 66                                                    | 51° 22' 6" NB, 6° 10' 14" OL  | 526399 | Sounds (winkel), voormalig Parfumerie Theo Drost                                     |
| Klooster Op Stalberg                                                                 | Woonhuis                  | 1895                                                |                                                | Stalbergweg 1                                                | 51° 22' 2" NB, 6° 10' 31" OL  | 526544 | Klooster Op Stalberg                                                                 |